# Петров, Алексей Ильич
Алексей Ильич Петров (22.03.1926, Рязанская область — 15.05.1997) — наводчик 45-миллиметровой пушки 738-го стрелкового полка 134-й стрелковой дивизии, младший сержант — на момент представления к награждению орденом Славы 1-й степени.

## Биография
Родился 22 марта 1926 года в селе Ижевское Спасского района Рязанской области. Член ВКП/КПСС с 1944 года. Образование среднее. Работал электромонтёром в районной конторе связи.
В Красной Армии с ноября 1943 года. В боях Великой Отечественной войны с мая 1944 года. Воевал на 1-м Белорусском фронте. Участвовал в боях на реке Турья, Люблин-Брестской и Варшавско-Познанской операциях, форсировании Вислы и Одера.
Наводчик 45-миллиметровой пушки 738-го стрелкового полка ефрейтор Петров с расчётом 29 июля 1944 года под вражеским огнём форсировал реку Висла в районе населённого пункта Застув-Поляновски. В боях по удержанию Пулавского плацдарма на левом берегу реки участвовал в отражении семи контратак противника. При этом подбил два танка и уничтожил более десятка фашистов.
3 августа 1944 года при овладении населённым пунктом Рудки уничтожил пулемёт и более десяти противников.
Приказом командира 134-й стрелковой дивизии от 19 августа 1944 года за мужество, проявленное в боях с врагом, ефрейтор Петров награждён орденом Славы 3-й степени.
Младший сержант Петров в составе расчёта 14 января 1945 года при прорыве обороны противника в районе населённого пункта Коханув, действуя в боевых порядках стрелковых подразделений, поддерживал их наступление. В бою артиллерийским огнём подавил две огневые точки, истребил большое количество вражеских солдат.
16 января 1945 года при отражении контратаки противника у населённого пункта Александрувка из личного оружия поразил несколько солдат неприятеля.
Приказом по 69-й армии от 17 февраля 1945 года младший сержант Петров награждён орденом Славы 2-й степени.
18 апреля 1945 года в бою на левом берегу реки Одер, 7 километров северо-западнее населённого пункта Лебус, прямой наводкой вывел из строя свыше отделения пехоты противника.
20 апреля 1945 года в том же районе подавил четыре огневые точки врага. В бою получил тяжёлое ранение и был эвакуирован в госпиталь.
Указом Президиума Верховного Совета СССР от 15 мая 1946 года за мужество, отвагу и героизм, проявленные в борьбе с захватчиками, младший сержант Петров Алексей Ильич награждён орденом Славы 1-й степени.
После войны продолжал службу. 
С 1950 года старшина Петров в запасе. Вернулся в родное село. Работал ветеринарным фельдшером, техником Ижевской ветеринарной станции искусственного осеменения.
Награждён орденами Октябрьской Революции, Отечественной войны 1-й степени, Славы 3-х степеней, медалями.
Умер 15 мая 1997 года.